# Andrea Colpani
Andrea Colpani (Brescia, 11 maggio 1999) è un calciatore italiano, centrocampista del Monza.

## Biografia
È nipote dell'ex calciatore professionista Paolo Bravo.
È soprannominato El Flaco.

## Carriera

### Club

#### Atalanta e successivi prestiti
Muove i primi passi nella Sanzenese all'età di 6 anni; messosi in mostra giocando contro avversari di categoria superiore, si trasferisce nel settore giovanile dell'Atalanta nel 2007, all'età di 8 anni, dove è poi sempre rimasto ad eccezione di una stagione (2014-2015) trascorsa in prestito alla Feralpisalò.
Il 16 luglio 2019 viene ceduto a titolo temporaneo al Trapani, neopromosso in Serie B. Esordisce tra i professionisti l'11 agosto, a 20 anni, nella partita del secondo turno di Coppa Italia contro il Piacenza, nella vittoria dei granata per 3-1. Colleziona 34 presenze in campionato con il Trapani, che tuttavia retrocede in Serie C a fine stagione.

#### Monza
Il 22 agosto 2020 passa in prestito biennale al Monza, neopromosso in Serie B, con obbligo di riscatto al raggiungimento di determinati obiettivi. Il 29 maggio 2022, con la promozione del Monza in Serie A, scatta l'obbligo di riscatto del cartellino, fissato a 9 milioni. Il 26 agosto seguente sigla il suo primo gol in massima serie, nella sconfitta per 1-2 contro l'Udinese, ripetendosi anche nella partita di ritorno, pareggiata per 2-2. Il 26 agosto 2023 segna la sua prima doppietta in serie A nel successo per 2-0 contro l'Empoli.

#### Fiorentina
Il 26 luglio 2024 viene ufficializzato il suo passaggio alla Fiorentina in prestito oneroso a 4 milioni, con diritto di riscatto a 12 milioni di euro. Esordisce con i viola giocando da titolare la prima di campionato in casa del Parma. Il 20 ottobre segna una doppietta nel successo per 6-0 in casa del Lecce, che rappresenta i suoi primi, nonché gli unici, gol con la maglia viola.

### Nazionale
Con la nazionale Under-20 guidata dal CT Paolo Nicolato ha preso parte al Mondiale Under-20 del 2019 in Polonia, chiuso al 4º posto.
Il 3 settembre 2020 esordisce con la nazionale Under-21, realizzando un gol nella partita amichevole vinta 2-1 contro la Slovenia a Lignano Sabbiadoro.
Nel novembre 2023 viene convocato per la prima volta in nazionale maggiore dal CT Luciano Spalletti, per le partite valide per le qualificazioni al campionato d'Europa 2024 contro Macedonia del Nord e Ucraina.

## Statistiche

### Presenze e reti nei club
Statistiche aggiornate al 25 maggio 2025.
| Stagione        | Squadra         | Campionato      | Campionato | Campionato | Coppe nazionali | Coppe nazionali | Coppe nazionali | Coppe continentali | Coppe continentali | Coppe continentali | Altre coppe | Altre coppe | Altre coppe | Totale | Totale |
| Stagione        | Squadra         | Comp            | Pres       | Reti       | Comp            | Pres            | Reti            | Comp               | Pres               | Reti               | Comp        | Pres        | Reti        | Pres   | Reti   |
| --------------- | --------------- | --------------- | ---------- | ---------- | --------------- | --------------- | --------------- | ------------------ | ------------------ | ------------------ | ----------- | ----------- | ----------- | ------ | ------ |
| 2019-2020       | Trapani         | B               | 34         | 0          | CI              | 2               | 0               | -                  | -                  | -                  | -           | -           | -           | 36     | 0      |
| 2020-2021       | Monza           | B               | 23+2       | 1+0        | CI              | 2               | 0               | -                  | -                  | -                  | -           | -           | -           | 27     | 1      |
| 2021-2022       | Monza           | B               | 33+3       | 5+0        | CI              | 1               | 0               | -                  | -                  | -                  | -           | -           | -           | 37     | 5      |
| 2022-2023       | Monza           | A               | 27         | 4          | CI              | 3               | 0               | -                  | -                  | -                  | -           | -           | -           | 30     | 4      |
| 2023-2024       | Monza           | A               | 38         | 8          | CI              | 1               | 0               | -                  | -                  | -                  | -           | -           | -           | 39     | 8      |
| Totale Monza    | Totale Monza    | Totale Monza    | 126        | 18         |                 | 7               | 0               |                    | -                  | -                  |             | -           | -           | 133    | 18     |
| 2024-2025       | Fiorentina      | A               | 25         | 2          | CI              | 1               | 0               | UECL               | 5                  | 0                  | -           | -           | -           | 31     | 2      |
| Totale carriera | Totale carriera | Totale carriera | 185        | 20         |                 | 10              | 0               |                    | 5                  | 0                  |             | -           | -           | 200    | 20     |

### Cronologia presenze e reti in nazionale
| Cronologia completa delle presenze e delle reti in nazionale ― Italia under 21 | Cronologia completa delle presenze e delle reti in nazionale ― Italia under 21 | Cronologia completa delle presenze e delle reti in nazionale ― Italia under 21 | Cronologia completa delle presenze e delle reti in nazionale ― Italia under 21 | Cronologia completa delle presenze e delle reti in nazionale ― Italia under 21 | Cronologia completa delle presenze e delle reti in nazionale ― Italia under 21 | Cronologia completa delle presenze e delle reti in nazionale ― Italia under 21 | Cronologia completa delle presenze e delle reti in nazionale ― Italia under 21 |
| Data                                                                           | Città                                                                          | In casa                                                                        | Risultato                                                                      | Ospiti                                                                         | Competizione                                                                   | Reti                                                                           | Note                                                                           |
| ------------------------------------------------------------------------------ | ------------------------------------------------------------------------------ | ------------------------------------------------------------------------------ | ------------------------------------------------------------------------------ | ------------------------------------------------------------------------------ | ------------------------------------------------------------------------------ | ------------------------------------------------------------------------------ | ------------------------------------------------------------------------------ |
| 3-9-2020                                                                       | Lignano Sabbiadoro                                                             | Italia under 21                                                                | 2 – 1                                                                          | Slovenia under 21                                                              | Amichevole                                                                     | 1                                                                              | 74’                                                                            |
| 8-9-2020                                                                       | Kalmar                                                                         | Svezia under 21                                                                | 3 – 0                                                                          | Italia under 21                                                                | Qual. Europeo Under-21 2021                                                    | -                                                                              | 87’                                                                            |
| 18-11-2020                                                                     | Pisa                                                                           | Italia under 21                                                                | 4 – 1                                                                          | Svezia under 21                                                                | Qual. Europeo Under-21 2021                                                    | -                                                                              | 57’                                                                            |
| Totale                                                                         |                                                                                | Presenze                                                                       | 3                                                                              |                                                                                | Reti                                                                           | 1                                                                              |                                                                                |

## Palmarès
- Campionato Primavera: 1

Atalanta: 2018-2019
- Campionato Nazionale Under-17: 1

Atalanta: 2015-2016
- Supercoppa Under-17: 1

Atalanta: 2015-2016
- Torneo Internazionale Città di Gradisca - Trofeo Nereo Rocco: 1

Atalanta: 2016